# Hjördis Schymberg
Hjördis Gunborg Schymberg, född 24 april 1909 i Gustavsberg på Alnön i Medelpad, död 8 september 2008 i Stockholm, var en svensk koloratursopran, lyrisk sopran och hovsångerska. Hon debuterade som operasångerska 1934 och var fram till sin pensionering 1959 Kungliga Operans ledande lyriska sopran och koloratursopran. Därefter fortsatte Schymberg med olika gästspel fram till 1968.
1965 etablerades Schymbergs barndomshem Schymbergsgården som ett sånginstitut. Hjördis Schymberg-stipendiet delas ut sedan 2010. Operatävlingen Schymberg Awards arrangeras sedan 2018 i Sundsvall av Stiftelsen Kungliga Teaterns Operasolister och Nordiska Kammarorkestern.

## Biografi

### Utbildning och debut
Hjördis Schymberg föddes och växte upp i samhället Gustavsberg på sydvästra delen av Alnön. I hennes släkt fanns flera musiker – hennes morfar Lars Göransson och morbror Henning Larsson var båda fiolspelmän, och hennes kusin Johan Rogestad pianist och kyrkomusiker. Hon visade tidigt en begåvning för sång, men också för gitarr, violin och piano, och sågs som ett musikaliskt underbarn. Hon spelade på stumfilmsbiografer med sina fyra systrar, och spelade och sjöng på godtemplarlokaler, logelokaler och caféer i Norrland, klassisk musik och salongsmusik. Redan som treåring deltog hon i systrarnas sångframträdanden på bättre kalas. Hon turnerade också som solist med Gustavsbergs barnorkester. Genom ledaren och folkskolläraren Henrik Samuelssons försorg fick hon förutom turnévana också lära sig att gestalta en visa.
Som 17-åring sökte Hjördis Schymberg in till Musikaliska Akademien men blev inte antagen. Hon hade dock blivit upptäckt av den kända sångpedagogen friherrinnan Brita von Vegesack, där den unga Schymberg fick sin första formella sångutbildning. Däremot fortsattes skolningen på Operaskolan i Stockholm. Under senare år fördjupande hon sina studier i Italien för Renato Bellini och Lina Pagliughi.
År 1934 debuterade Hjördis Schymberg i en matinéföreställning som Bertha i Adams komiska opera Nürnbergerdockan. Samma år sjöng hon Puccinis La Bohème mot Jussi Björling. Schymberg och Björling skulle genom åren komma att delta i över 100 föreställningar ihop.

### Roller

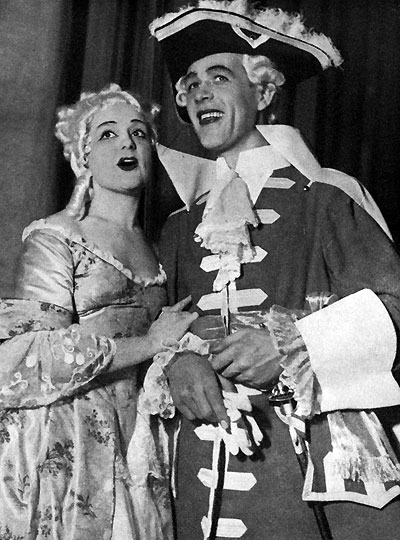
Hjördis Schymberg som "Signorina Fiordiligi" och Hugo Hasslo som "Guglielmo" i Così fan tutte (1940-talet).

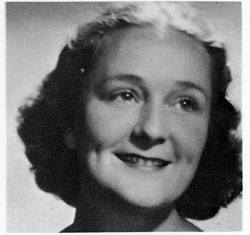
Hjördis Schymberg, cirka 1950.

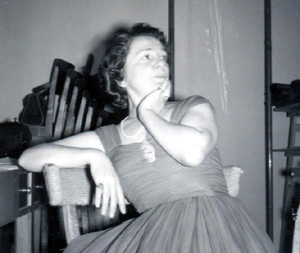
Hjördis Schymberg efter en konsert i Stockholm 1962.

Sammantaget sjöng Hjördis Schymberg över 50 helaftonsroller under sin karriär. Under en turné ute i landet 1963 lade hon också Puccinis Madame Butterfly till sin repertoar. Hennes mesta roll var Violetta i Verdis La Traviata. Debuten, och Jussi Björlings allra sista Alfredo, spelades in av Sveriges radio och gavs sedermera ut på LP. Trots att uppsättningen från 1939 skedde på svenska har den gjort intryck även utomlands; på senare år har en rad olika utländska cd-utgåvor sett dagens ljus. Planer på att göra rollen på Metropolitan 1947 ställdes in, men under våren 1951 ersatte hon en indisponerad Elisabeth Schwarzkopf i rollen på Covent Garden i London. Det kom att bli nio resor mellan Stockholm och London. Två år senare gästade hon också Reykjavik för ett gästspel. Sammanlagt kom hon att sjunga partiet 108 gånger mellan åren 1939 och 1968.

### Gästspel utomlands
Hjördis Schymberg gästspelade på alla de skandinaviska scenerna. Hon hann efter andra världskriget (vilket sköt upp hennes internationella debut) också med några utlandsturnéer. En konsert i Royal Albert Hall i London med Ernest Ansermet 1946 hör till hennes allra första utlandserbjudanden. Hon debuterade därefter på Metropolitan 1947, Covent Garden 1951 och framträdde därtill i Havanna 1947, i Riccione 1948 och i Hamburg 1953. Under gästspelet i England filmades hon också av BBC i scener ur La Traviata. I London togs också en bildserie av fotografen Angus MacBean.

### Samarbeten
Hjördis Schymberg samarbetade vid sidan av Jussi Björling (La Traviata, La Bohème, Manon Lescaut, Trubaduren med flera) med svenska sångare som Nicolai Gedda (Postiljonen från Longjumeau, La Traviata, Idomeneo med flera), Einar Andersson (La Bohème, Romeo och Julia), Birgit Nilsson (Ariadne auf Naxos), Margareta Hallin (Trollflöjten, Enleveringen i Seraljen) med flera.
Hjördis Schymberg framträdde även med en rad internationella sångare under sin karriär, såsom Lawrence Tibbett (Rigoletto 1934) Leonard Warren (Rigoletto 1947), Ezio Pinza (Figaros bröllop 1947), Tito Gobbi (Barberaren i Sevilla 1948), Giuseppe di Stefano (Rigoletto 1948) och Jarmila Novotná (Figaros bröllop 1947).
Hemma i Stockholm höll Nils Grevillius, Herbert Sandberg och under kriget Issay Dobrowen ofta i taktpinnen. Internationella dirigenter som hon samarbetade med var Wilhelm Furtwängler (Stockholm 1943), Bruno Walter (Stockholm 1934), Franz von Hoeßlin (Göteborg 1940/1941), Fritz Busch (Stockholm 1940 och Metropolitan 1947), Fausto Cleva (Havanna 1947), Manno Wolf-Ferrari (Riccione 1948) och Erich Kleiber (London 1951).

### Skivinspelningar/diskografi
De första inspelningarna gjordes på etiketten HMV. Sedermera gjordes också några tagningar för Telefunken, av bland annat Paminas aria ur Trollflöjten. Vid sidan av dessa finns en rad radioupptagningar, liksom privata inspelningar bevarade. AltaNova var först ut med en blandad recital på CD och i början av 2007 kom ett dubbelalbum på Bluebell. På samma bolag finns också flera inspelningar tillsammans med Jussi Björling, bland dessa kan kompletta upptagningar av Verdis Trubaduren (1960) och Gounods Romeo och Julia (komplett föreställning från 1940, avsnitt från 1943) nämnas.

### Radio- och TV-framträdanden
Hjördis Schymberg var snabb i repliken och med sin drastiska formuleringskonst ett populärt intervjuobjekt i radio och TV. Hon syntes efter sin pensionering i flera TV-program och var bland annat 1974 en av Einar Nermans gäster i Lasse Holmqvists På parkett. Tillsammans med Hjördis Petterson gästade hon 1977 Lennart Swahns Stjärna mot stjärna.
Under 1980-talet gjorde Gunnar Arvidsson några program med henne, ute på Schymbergsgården och i Café Sundsvall 1988. En konsert i Alnö kyrka 1986 sändes inte av lokal-tv förrän 1999 i samband med firandet av hennes 90-årsdag.

### Senare år
Sångerskan gästspelade 1958 som "Violetta" i Verdis La Traviata på Norrköpings stadsteater. Hon fortsatte med gästspelsverksamhet fram till 1968, verkade som sångpedagog ända fram till 1990-talet och sjöng så sent som 2001 offentligt.

## Erkännande och eftermäle
Hjördis Schymberg var under 1940- och 1950-talet en av de mest uppmärksammade operasångerskorna i Sverige.
1943 utnämndes hon till hovsångerska. Hjördis Schymberg var under många år Kungliga Teaterns ledande lyriska sopran och koloratursopran. Hon hade fast engagemang på Kungliga Teatern åren 1935–59 och gjorde där sammanlagt fler än 50 olika roller. Hon visste vad hon kunde, och hennes bestämda karaktär försenade eller förhindrade ibland tillsättningar eller utnämningar; således misslyckades 17-åringen att bli antagen till Musikaliska Akademien, och hon utnämndes till hovsångerska först 1943.

### Pressklipp
- "Huvud högre än alla de övriga var bildlikt talat och konstnärligt sett Hjördis Schymberg." (Moses Pergament, Stockholms-Tidningen)
- "Hennes röst tillhör de skönaste, hennes sångteknik är bländande och hennes artisteri överlägset." (Gunnar Unger, Svenska Dagbladet)
- "Hjördis Schymberg är en sångerska av guds nåde. En allvarlig och ödmjuk konstens tjänarinna, för vilken glädjen att ge av sin strupes välljud och sitt hjärtas richess är en mycket viktig del av konstutövandet. Den djupa toninlevelsen, det besjälade välljudet, det musikaliskt meningsfulla äro viktiga ingredienser i hennes konst. Tack vare sitt livliga temperament får hon också den musik att leva som hon har för händerna, det må vara en spröd visa eller en tekniskt påkostande operaaria. (Gösta Nystroem)
- "Hjördis Schymberg har en röst av skimrande skönhet, klar, mjuk och full av känsla. Hon är den borna romanssångerskan." (Huvudstadsbladet, 1948)
- "Comely, petite and graceful, she was an ideal Susanna to the eye. Her impersonation was refined and filled with the :spirit of youth. She brought the needed vivacity and sly humor to her interpretation and gave it real human appeal in :a natural and unaffected way that won immediate favor with the large audience." (The New York Times, 1947)

### Utmärkelser och minnesmärken
Hjördis Schymberg förlänades en rad utmärkelser, däribland Litteris et Artibus 1941. Hon blev hovsångerska 1943, mottog Olof Högberg-plaketten 1958 och invaldes i Kungliga Musikaliska akademien 1963. Utomlands har hon belönats med bland annat utnämningen till Riddare av Solidaritetens stjärnorden (1952).
I mars 2013 beslutade Sundsvall kommun resa en staty över Hjördis Schymberg. Den skulle placeras bredvid Sågverksmonumentet i Vi centrum. Möjligtvis kommer även en ljudinstallation att komplettera monumentet. 30 juli 2016 invigdes monumentet, som slutligen färdigställdes i form av ett stående piano med utdragna tangenter.

## Hjördis Schymberg-stipendiet
Efter Hjördis Schymbergs död visade det sig att hon hade testamenterat en summa pengar till en minnesfond, för utdelning av ett stipendium i ”till någon ung begåvad sångare”. Prissumman är på 25 000 kronor.
Priset delades 2010 ut för första gången och har gått till:
- 2010 – Elin Rombo[11]
- 2011 – Marianne Hellgren Staykov[12]
- 2012 – Malin Hartelius[13]
- 2013 – Vivianne Holmberg[14]
- 2015 – Malin Byström[14]
- 2016 – Charlotta Larsson[15]
- 2017 - Miah Persson
- 2018 - Angela Rotondo och Erik Rosenius
- 2019 - Ida Falk Winland[16]

## Schymbergsgården
Några år efter pensionen från operan 1959 köpte Hjördis Schymberg tillbaka sitt barndomshem i Gustavsberg på Alnön. Hon lät renovera gården och det tillhörande annexet, och 1965 etablerades gården som sånginstitut. På loftet inreddes senare också en liten scen med lyssnarplatser. Här undervisade hon på somrarna. Under vinterhalvåret fortsatte verksamheten i våningen på Drottningshusgränd i Stockholm. Bland dem som studerat för Schymberg hör Sylvia Lindenstrand, Laila Andersson-Palme, Solveig Kringlebotn, Gösta Winbergh, Erland Hagegård, Axel Falk och Jan Hammarlund.
Sommaren 1999 återinvigdes Schymbergsgården, sedan Hjördis Schymberg donerat denna till en stiftelse. Elisabeth Söderström gav mästarklasser under invigningsåret, och därefter följde några år med gästlärare som Erik Saedén och Catarina Ligendza. De sista åren har mästarklasser getts av barytonen Olle Persson.

## Källhänvisningar